# Kenneth Anzualdo Castro
Kenneth Anzualdo Castro (Chiquian, Ancash, 13 de junio de 1968 - Desaparecido, Lima, 16 de diciembre de 1993) fue un dirigente estudiantil peruano secuestrado y desaparecido en Lima. Después de una demanda presentada ante la Comisión Interamericana de Derechos Humanos el 27 de mayo de 1994, alegando que el estudiante fue secuestrado y desaparecido por agentes del Estado, la Corte Interamericana de derechos humanos da por probado el caso ordenando al estado peruano, en 2009, que encuentre el cuerpo de Kenneth Anzualdo y que implemente ciertas medidas de reparación en favor del agraviado y su familia.

## Biografía
Kenneth Anzualdo Castro nace un 13 de junio de 1968 en Chiquian, provincia de Bolognesi, Departamento de Ancash. Hijo de Félix Anzualdo Vicuña y de Iris Castro Cachay, es el segundo de tres hijos. En 1974, toda la familia emigra a Lima, la capital. Ese mismo año, Kenneth Anzualdo ingresa al centro educativo Nº 1017 del Distrito de Breña en donde cursa toda la primaria. En 1980, es matriculado en la Gran Unidad Escolar (G.U.E.) Mariano Melgar en donde realiza sus estudios secundarios. En 1984, año en el que concluye el colegio, ingresa a la Universidad Nacional del Callao a seguir estudios en la Facultad de Ciencias Económicas. Como estudiante y como delegado de su facultad, viajó en 1993 al Congreso de Economistas en la ciudad de Arequipa.

## Secuestro y desaparición
El 16 de diciembre de 1993, y después de salir de la Universidad Nacional del Callao a las 20.45 horas, Kenneth Anzualdo abordó un ómnibus de la línea 19-B de placa IU-3738 que cubre la ruta de El Callao a Santa Anita. Esa fue la última vez que se vio con vida al estudiante.

### Testimonios
Según Félix Anzualdo, padre del estudiante desaparecido, este fue acompañado al paradero los estudiantes Milagros Olivera Sualpa, Jimy Torres y Luz Suárez Huallpa quienes lo vieron subir a la unidad de transporte público. Posteriormente, realiza investigaciones de manera personal pudiendo precisar, mediante testimonios, el momento en el que Kenneth Anzualdo es secuestrado:
(...) lo vieron subir al ómnibus de la línea 19-B de placa IU-3738, conducido por el chofer Agustín Cristóbal Alvarado Santos. (...) En vista de eso, nos hemos visto obligados a esperar la llegada de los ómnibus durante todo un día. En eso hemos encontrado dos casos que hubo, uno en la avenida México y otro en la avenida Santa Rosa. El de México subieron… lo detuvieron al ómnibus y subieron los policías para pedir documentos. Pero, en cambio, el de Santa Rosa fue interceptado. Es así que el chofer nos manifestó claramente de que, efectivamente, al frente de la universidad subió un estudiante, después de un paradero subió un par de parejas de enamorados. Ellos vinieron entonces. La intercepción se produce en la avenida Santa Rosa, para voltear a la avenida La Paz. Se interpone un automóvil color celeste, bajan tres individuos identificándose que son policías pero de vestido civil y tipo militar. Suben al ómnibus, bajan a los tres pasajeros que había y a uno de ellos lo hacen subir al automóvil. Y parten con rumbo desconocido.

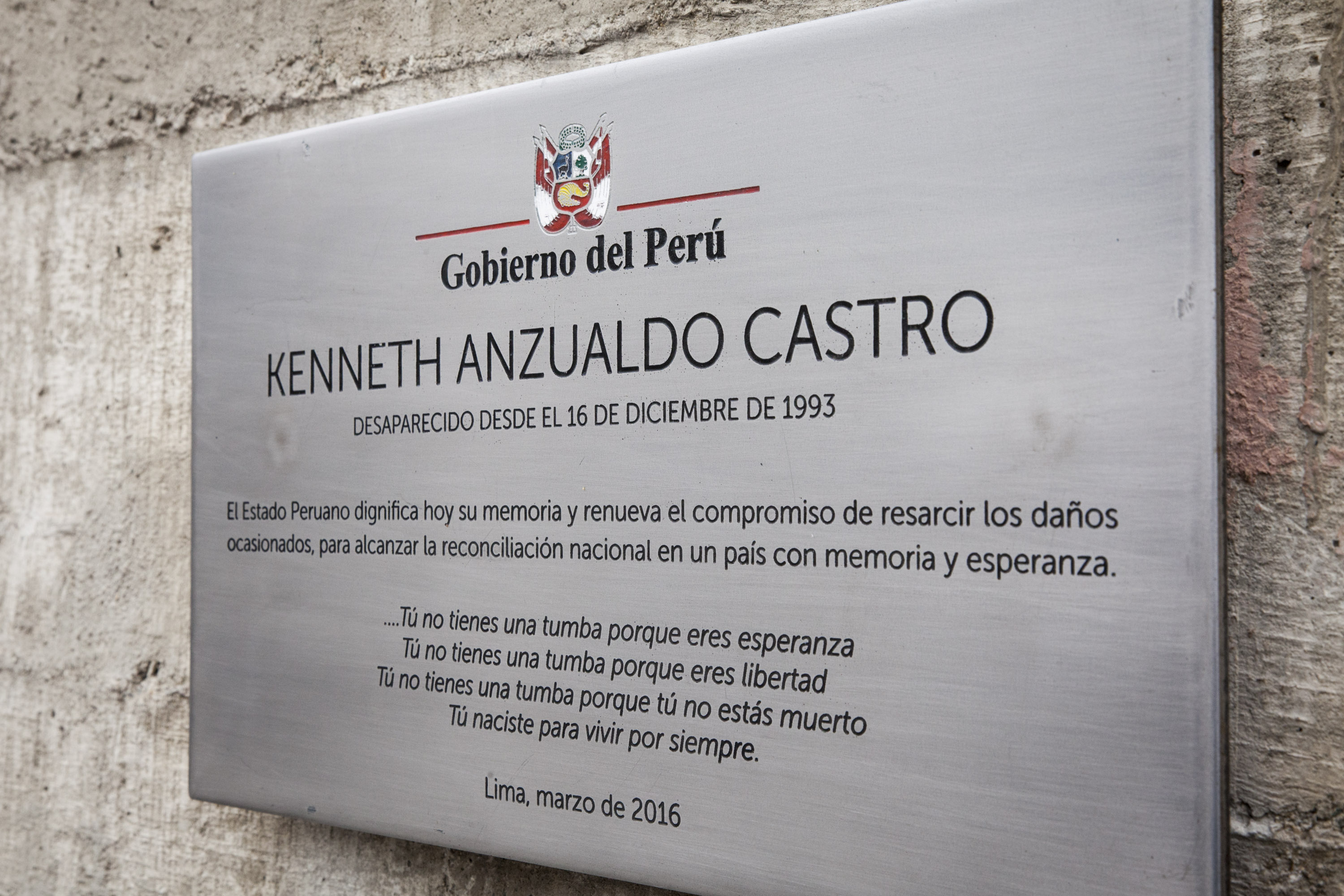
Placa en memoria de Kenneth Anzualdo en el Lugar de la Memoria, la Tolerancia y la Inclusión Social, Lima, Perú

Después de haber indagado por diversas dependencias policiales, hospitales y en la Morgue Central de Lima, acude a la indagar a la Prefectura del Callao en donde se le recomienda que ponga la denuncia correspondiente en la Fiscalía del Callao y que busque asesoría en la Asociación Pro Derechos Humanos (APRODEH). En esta última institución es informado que Anzualdo Castro estuvo algunos día atrás acompañando al padre de su amigo y compañero de universidad Martín Roca Casas —secuestrado por miembros del Servicio de Inteligencia de la Marina— para denunciar el hecho. Kenneth Anzualdo fue una de las últimas personas en ver con vida a Martín Roca Casas y se disponía a prestar declaración, en calidad de testigo, ante el despacho del Fiscal Provincial. Pocos días antes de esto, es secuestrado y nunca más se supo de él.

## Judicialización del caso

### Demanda ante la corte IDH
El 27 de mayo de 1994, fue presentada la demanda ante la Comisión Interamericana de Derechos Humanos (IDH) por la Asociación Pro Derechos Humanos (APRODEH) y por el Centro por la Justicia y el Derecho Internacional (CEJIL). En esta se aducía que la desaparición forzada de Kenneth Anzualdo Castro fue:
(...) supuestamente ejecutada por agentes del Servicio de Inteligencia del Ejército (SIE) de esa época. Se alega que el día en que fue secuestrado o detenido, el señor Anzualdo Castro habría sido llevado a los sótanos del cuartel general del Ejército, donde habría sido eventualmente ejecutado y sus restos incinerados en hornos que existían en esos sótanos.
De acuerdo a la Comisión (IDH), estos hechos se enmarcan dentro de una época —el gobierno de Alberto Fujimori— caracterizada por un "patrón de ejecuciones extrajudiciales, desapariciones forzadas y masacres atribuidas a agentes del Estado y a grupos vinculados a los organismos de seguridad” favorecido por un clima de impunidad en la investigación y persecución de este tipo de hechos.